# Isabelle Stadden
Isabelle Stadden (9 de julho de 2002) é uma nadadora americana. No ano de 2019 ela recebeu a medalha de ouro na modalidade 4x100 metros medley misto nos Jogos Pan-Americanos de 2019. Ela também recebeu a medalha de prata na modalidade 200 metros costas feminino no mesmo evento.
Em 2018, durante o Campeonato de Natação dos EUA de 2018, em Irvine, Califórnia, ela recebeu a medalha de bronze na modalidade 200 metros costas feminino.